# Arte militare
L'arte militare è la scienza che studia l'applicazione dei principi, dei metodi e dei procedimenti che regolano l'impiego delle forze armate in tempo di pace e in tempo di guerra.

## Le branche della disciplina
Questa può sinteticamente essere suddivisa in cinque branche:
- strategia militare;
- arte operativa;
- tattica militare;
- logistica militare;
- organica militare.

Tutte queste discipline sono collegate all'utilizzo della forza per l'ottenimento di obiettivi desiderati.

## I concetti
La strategia, nel suo significato politico-militare, è l'arte di impiegare nella maniera migliore le risorse disponibili ai fini della guerra; essa è quindi quella branca dell'arte militare che studia i principi generali delle operazioni militari ed imposta e coordina nelle grandi linee il piano generale della guerra, non soltanto sotto gli aspetti militari. La tattica militare tratta dei metodi di impiego delle forze nel combattimento riferiti al livello tattico, che giunge fino al Corpo d'armata. La logistica tratta le attività intese ad assicurare alle forze armate quanto necessario per vivere, muovere e combattere nelle migliori condizioni di efficienza.

Il concetto di arte operativa è creato dai teorici sovietici nel XX secolo, in particolare durante gli  anni venti. Il teorico di questa nuova classificazione viene individuato in Alexsandr Svechin, che l'avrebbe formalizzata in una serie di conferenze all'Accademia militare nel 1923-24. L'Enciclopedia militare sovietica in una versione degli anni settanta definisce l'arte operativa come 
L'organica è la disciplina, parte dell'arte militare, che studia gli aspetti organizzativi delle forze armate a livello di gestione del personale. Può essere considerata la capostipite delle discipline organizzative; da essa la scienza dell'organizzazione aziendale ha mutuato molti dei suoi principi.